# Eretes australis
Eretes australis är en skalbaggsart som först beskrevs av Wilhelm Ferdinand Erichson 1842.  Eretes australis ingår i släktet Eretes och familjen dykare. Inga underarter finns listade i Catalogue of Life.

## Bildgalleri

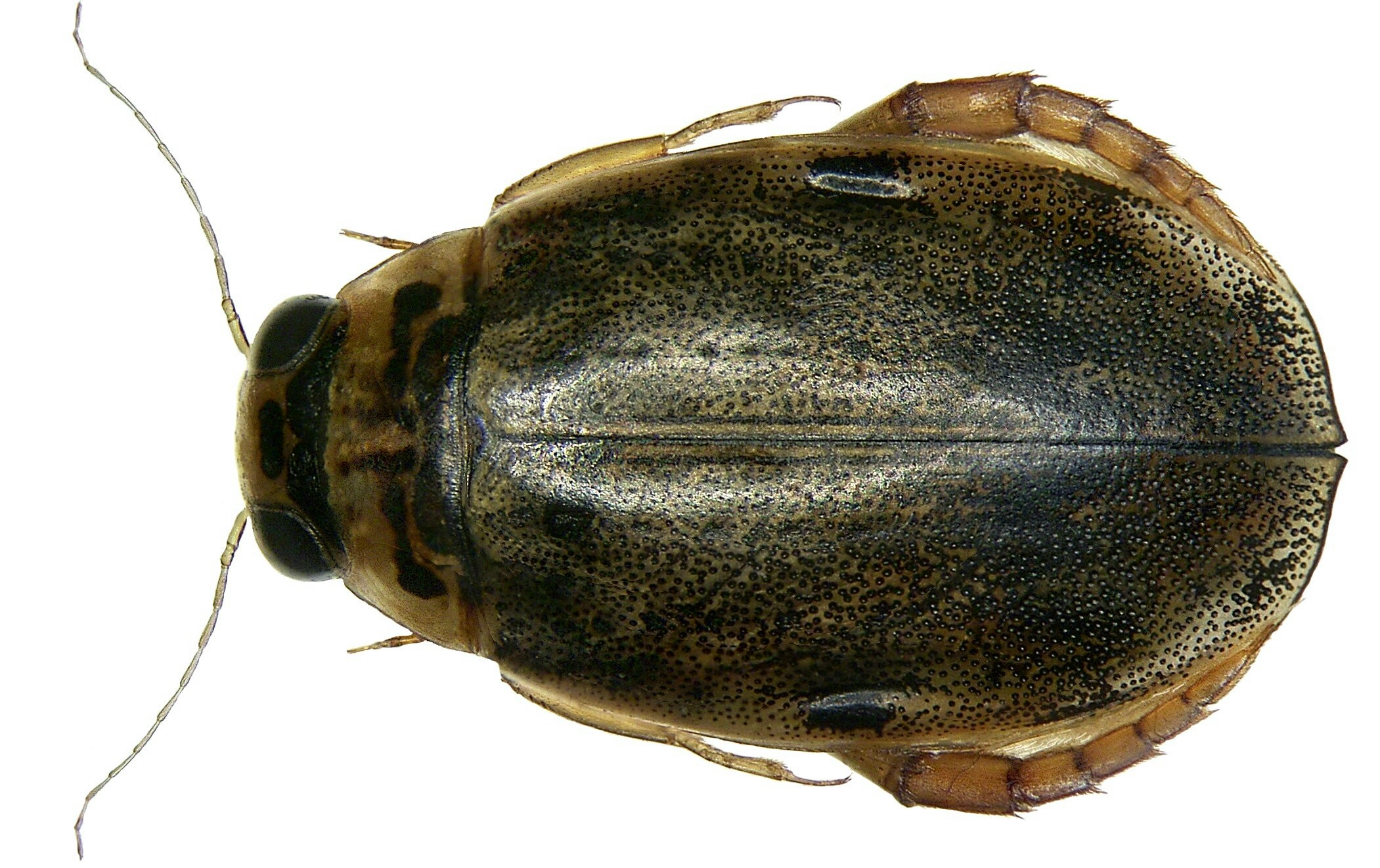